# Euphorbia spinicapsula
Euphorbia spinicapsula är en törelväxtart som beskrevs av Werner Rauh och Petignat. Euphorbia spinicapsula ingår i släktet törlar, och familjen törelväxter.
Artens utbredningsområde är Madagaskar. Inga underarter finns listade i Catalogue of Life.